# Štrajk rudara u Trepči 1989.
Štrajk rudara u Trepči bio je štrajk glađu rudara albanske nacionalnosti u rudniku Trepči na Kosovu, u rudniku Stari trg.

Izbio je 20. veljače 1989. nakon što je SR Srbija protuustavno ukinula autonomiju Autonomne Pokrajine Kosova. Štrajkaši su brzo stekli potporu u Hrvatskoj i Sloveniji, a u Srbiji u Beogradu održani su prosvjedi protiv slovenskog, hrvatskog i kosovsko-albanskog rukovodstva. Štrajk je završio hospitaliziranjem 180 rudara i ostavkama čelnika SK Kosova Rahmana Morine, Alija Shukriua i Husamedina Azemija 27. veljače.
Štrajk je bio prvi u nizu događaja koji su označili albanski otpor okrnjivanju kosovske autonomije i usponu velikosrpskih snaga u SR Srbiji. Štrajk rudara, kao i demonstracije koje su uslijedile u ožujku 1989. godine koje će se okončati smrću više desetina ljudi, su predstavljale kulminaciju tog velikog pokreta otpora kosovskih Albanaca. Albanski otpor trajao je od kraja 1988. do početka 1989. godine. Uspon velikosrpskih snaga u Srbiji doveo je Slobodana Miloševića na vlast. Iz Srbije i izravno od njega dolazili su protuustavni zahtjevi za ukidanjem kosovske autonomije, za smjenom rukovodstva Kosova, a prije svega Azema Vllasija.
Azem Vllasi stao je na stranu trepčanskih rudara, smatrajući opravdanim njihove zahtjeve. Situacija se mogla smiriti, no srbijanske vlasti vrlo su oštro reagirale. Situacija je eskalirala. Trepčanske rudare su prevarom izvukli na površinu. Rudarima je dano obećanje da će prihvatiti njihove zahtjeve. Zadovoljni rudari izašli su iz jame.
Iste noći kad su prijevarom izmamili rudare van, Slobodan Milošević i njegovi trabanti pokrenuli su svoje uvježbane organizatore mitinga. Od ponoći 28. veljače 1989. godine na 1. ožujka u središtu Beograda okupili su na stotine tisuća ljudi koji su se smjenjivali tijekom dana. Predsjednik Predsjedništva SFRJ Raif Dizdarević držao je govore mitingašima, govoreći o bratstvu i jedinstvu, no oni su ga izviždali i ponižavali. Mitingaška jezgra organizirano je klicala "Uhapsite Vllasija!".
Tražili su pored ostalog povlačenje ostavki Morine, Shukriua i Azemija.
Pod tim Miloševićevim pritiskom su članovi Predsjedništva SFRJ donijeli odluku o uvođenju izvanrednog stanja na Kosovu.
Samo je 50 rudara izašlo, onih koji su se zabarikadirali unutar rudnika Stari trg, na 850 m dubine. U ponoć je the Specijalna antiteroristička jedinica spustila se kroz protupožarne otvore, jer su dizala bila onesposobljena i uhićivala štrajkaše.
Po izlasku rudara uhićeni su Vllasi i rukovodstvo Trepče. Srbija je primijenila brutalnu silu različita spektra prema najvećem broju sudionika štrajka, a i drugim sudionicima prosvjeda širom Kosova.
Izvanredno stanje značilo je dovođenje 1500 saveznih milicionara pod srbijanskim zapovjedništvom na Kosovo, gdje su započeli kampanju pritiska na kosovske Albance.
Zbog slovenske potpore Albancima, Srbi iz Udruženja književnika Srbije (UKS) prekinuli su odnose sa slovenskim književničkim udruženjem, dok su Albanci iz UKS napustili to udruženje u znak prosvjeda i optužili srpske književnike za potporu progona Albanaca.